# Vrbovac (Odžak)
Vrbovac es un pueblo de la municipalidad de Odžak, en el cantón de Posavina, Bosnia y Herzegovina.

## Superficie
Posee una superficie de 13,84 kilómetros cuadrados.

## Demografía
Hasta 2013 la población era de 1015 habitantes, con una densidad de población de 73,3 habitantes por kilómetro cuadrado.